# Jomfruland fyr
Jomfruland fyr är belägen mitt på den norska ön Jomfruland utanför Kragerø i Telemark. Öns första fyrtorn byggdes 1838 och fick lysa i hundra år innan det ersattes av det nuvarande fyrtornet. Det äldre tornet som är byggt i tegel finns fortfarande kvar, men utan lanternin. Det är öppet för besökare.